# Charles Boyer
Charles Boyer (ur. 28 sierpnia 1899 w Figeac, zm. 26 sierpnia 1978 w Phoenix) – francuski aktor filmowy, czterokrotnie nominowany do Oscara.
Zasiadał w jury konkursu głównego na 17. MFF w Cannes (1964).

## Filmografia
- 1936: Ogród Allaha
- 1937: Pani Walewska
- 1938: Algier
- 1940: All This, and Heaven Too
- 1942: Historia jednego fraka
- 1944: The Fighting Lady
- 1944: Gasnący płomień
- 1956: W 80 dni dookoła świata
- 1961: Fanny
- 1962: Czterech jeźdźców Apokalipsy
- 1967: Casino Royale
- 1974: Stavisky

## Dodatkowe informacje
Postać Charlesa Boyera, a także wielu innych przedwojennych aktorów, pojawiła się w filmie animowanym The Autograph Hound z 1939, gdzie Kaczor Donald włamuje się do studia filmowego, aby zdobyć autografy.

## Nagrody
- Oscar Honorowy 1942[1]
- NYFCC Najlepszy aktor drugoplanowy: 1974: Stavisky